# Vau i Dejës
Vau i Dejës è un comune albanese situato nella prefettura di Scutari.
In seguito alla riforma amministrativa del 2015, sono stati accorpati a Vau-Dejës i comuni di Bushat, Hajmel, Shllak, Temal e Vig Mnelë, portando la popolazione complessiva a 30 438 abitanti (dati censimento 2011).
È residenza vescovile della diocesi di Sapë.